# ميرزا أديب
مرزا أديب، (بالأردوية: مرزا ادیب)، (4 أبريل 1914 - 31 يوليو 1999)، المعروف أيضًا باسم ميرزا أديب، (میرزا ادیب - Mīrzā Adīb )، كاتب درامي وقصص قصيرة باللغة الأردية. مسلم، باكستاني، فازت مسرحياته وقصصه القصيرة بستة جوائز من رابطة الكتاب الباكستانيين.

## الاسم
كان اسمهُ هو ميرزا ديلور علي، لكنهُ عُرف في عالم الأدب باسم ميرزا أديب. (يشير ميرزا إلى رتبة نبيل أو أمير).

## الولادة والنشأة
ولد ميرزا عام 1914 في لاهور التي كانت تابعة إلى الهند البريطانية. التحق بالمدرسة الإسلامية الحكومية الثانوية، بهاتي جيت، في لاهور. حصل على بكالوريوس الآداب من الكلية الإسلامية في لاهور. وأهتم في البداية بالشعر، ثم كرس نفسه لكتابة المسرحيات عن الأحداث اليومية والحوادث التي تحدث في المجتمع؛ التركيز أكثر على المشاكل الاجتماعية والقضايا اليومية. كانت أعماله اللاحقة براغماتية وواقعية. استخدم لغة بسيطة وعادية في مسرحياته، مما مكنها من الحصول على جمهور أكبر. علاوة على ذلك، فقد بدأ في كتابة الأعمال الدرامية من فصل واحد، مما سهل بثها عبر الإذاعة والتلفاز. وعندما انضم إلى راديو باكستان، بثت العديد من مسرحياتهِ واكتسبت شعبية بين الجماهير. وادرج اسمهُ ككاتب مسرحي أوردو بارز في العصر الحديث.

## أعماله
تشمل أعماله الرئيسية، بخلاف الأعمال الدرامية، القصص والسير الذاتية. كما كتب مقالات نقدية وتعليقات على الكتب، إلى جانب كتابة أعمدة في الصحف. وحرر في عدة مجلات من أبرزها (ادبِ لطیف - باللغة الأردية). كما ترجم بعض القصص الأمريكية إلى اللغة الأردية.

## اسلوبه القصصي
فيما يلي الملامح الرئيسية لأسلوب كتابة ميرزا أديب:
- الموضوعية: كان لمسرحياته إحساس قوي بالموضوعية فيها.
- الإنسانية: مسرحياته وقصصه لها نظرة إنسانية وخيرية.
- الحوارات المثبّتة: الحوارات التي اختارها كانت مبنية على أسس، لكنها آسرة. كل شخصية تحدثت حسب وضعها الاجتماعي ولم تحتوي الدراما على حوارات أدبية مصطنعة.
- تعدد الاستخدامات: تتضمن خطوط قصته مجموعة متنوعة من المواضيع، مأخوذة من حياة الناس العاديين.
- البراغماتية: بدلاً من التركيز على الوصف، كما فعل العديد من معاصريه، ركز أكثر على الأحداث.

## الجوائز
- الجائزة الرئاسية للكتابة المسرحية، 1969.
- جائزة فخر الأداء للأدب عام 1981.